# سيرغي فيليببوف
سيرغي فيليببوف (بالروسية: Сергей Филиппов)‏ هو لاعب كرة قدم روسي في مركز الدفاع، ولد في 29 يناير 1967. لعب مع توربيدو موسكو ونادي روستوف.